# Crudivorisme

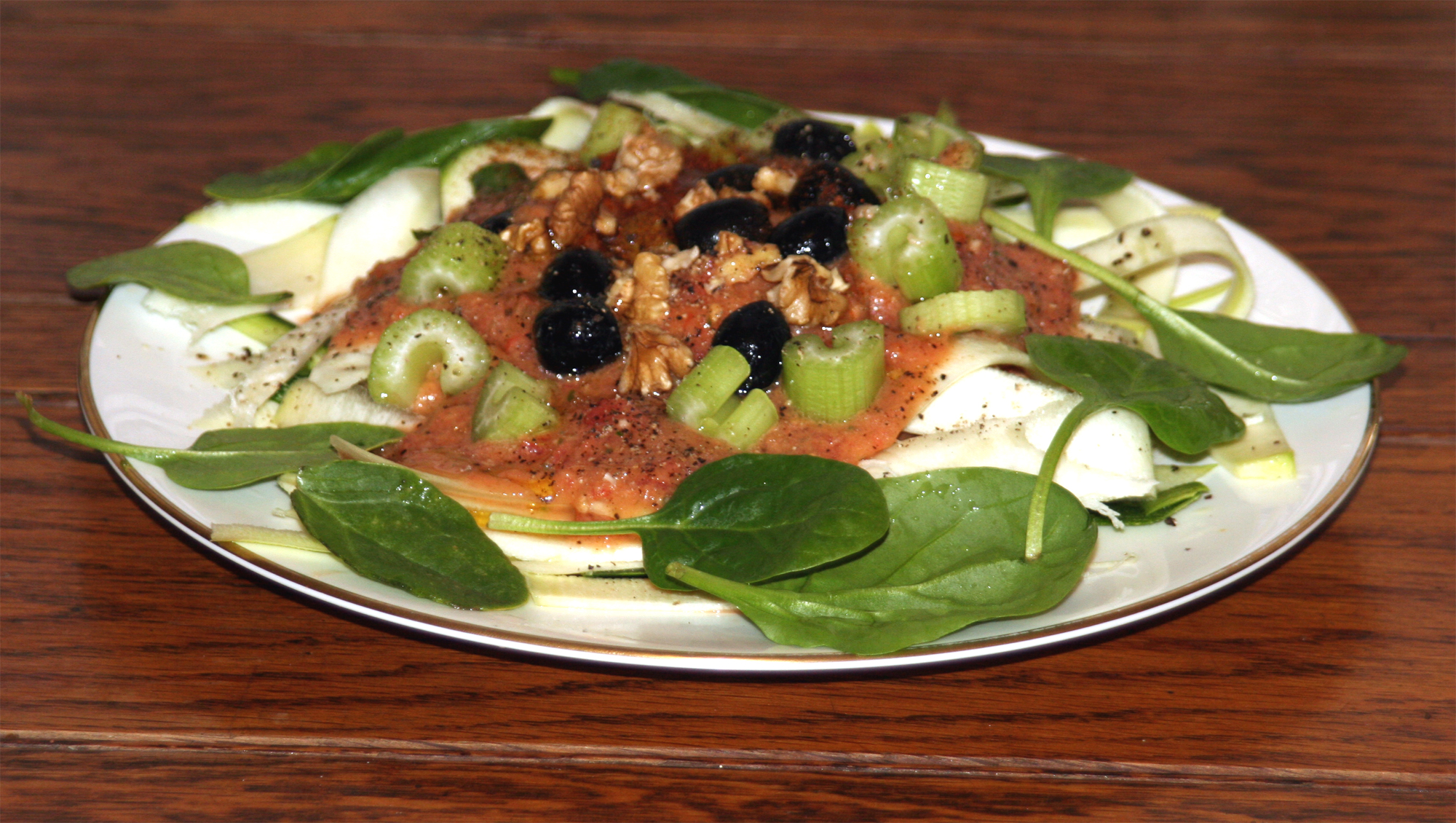
Salsa de tomàquet crua amb olives, api, espinacs i nous, amb fideus de "pasta" de carabassó.

El crudivorisme és un estil de vida que promou el consum de menjar no cuit, sense processar, i sovint orgànic com a gran percentatge d'una dieta de nutrició. Segons el tipus de vida i els resultats desitjats, les dietes de menjar cru poden incloure una selecció de fruites crues, vegetals, fruita seca, llavors, ous i derivats, peix, carn, i productes làctics no pasteuritzats (com llet natural, formatge i iogurt).
Un crudívor és una persona que consumeix sobretot menjar cru, o exclusivament, segons com sigui d'estricta la dieta. Els crudívors creuen que com més alt sigui el tant per cent de menjar cru a la dieta, més grans seran els beneficis per a la seva salut. Els membres de la comunitat crudívora defensen que el menjar cru contribueix a la pèrdua de pes i prevé i/o cura molts problemes de salut i malalties cròniques.